# Isla Skyring
Isla Skyring är en ö i Chile.   Den ligger i regionen Región de Magallanes y de la Antártica Chilena, i den södra delen av landet, 2 300 km söder om huvudstaden Santiago de Chile. Arean är 41 kvadratkilometer.
Terrängen på Isla Skyring är lite kuperad. Öns högsta punkt är 686 meter över havet. Den sträcker sig 8,6 kilometer i nord-sydlig riktning, och 10,4 kilometer i öst-västlig riktning.